# Stenoserica kolbei
Stenoserica kolbei is een keversoort uit de familie bladsprietkevers (Scarabaeidae). De wetenschappelijke naam van de soort is voor het eerst geldig gepubliceerd in 1901 door Ernst Brenske.
De soort werd verzameld aan het Nyassameer. Ze is genoemd naar professor Hermann Julius Kolbe, conservator aan het Museum für Naturkunde in Berlijn.